# Kóspallag
Kóspallag (szlovákul: Košpalag) község Pest vármegye északi részén, a Szobi járásban. A település területe a Duna–Ipoly Nemzeti Parkhoz tartozik.

## Földrajz
A település a Börzsönyben található, a Fekete-hegy, a Szép-bérc, a Kopasz-hegy és az Alsó-hegy által körbezárt Kóspallagi-medencében. A falutól keletre a Kishanta-patak, nyugatra a Korompa-patak folyik, amelyek tőle 2 km-re délre egyesülnek, és Malomvölgyi-, majd Medres-patak néven folynak tovább, és végül Zebegénynél ömlenek a Dunába.
Külterületi településrészei:
- Kisinóci turistaház[5]

### Éghajlat
A hegyvidéki jellegű éghajlat az alacsonyabb részeken 6–800 mm, a magasabb területeken 900–1250 mm csapadékkal jár.

### Élővilág
A környező erdők jellemző fái a kocsánytalan tölgy és a bükk. A zárt, gyakran gyenge aljnövényzetű erdők számos állatfajnak adnak otthont, mint például a szarvas, az őz, a vaddisznó, a róka, a nyest, a vadmacska, a réti- és a királysas, a karvaly, a vándorsólyom és a szalamandra.
A medencében az erdők rovására szántóföldeket, szőlőt, málnást alakítottak ki az idők folyamán.

## Történelem
A falu területén a közelmúltban honfoglalás kori temetőt tártak fel.

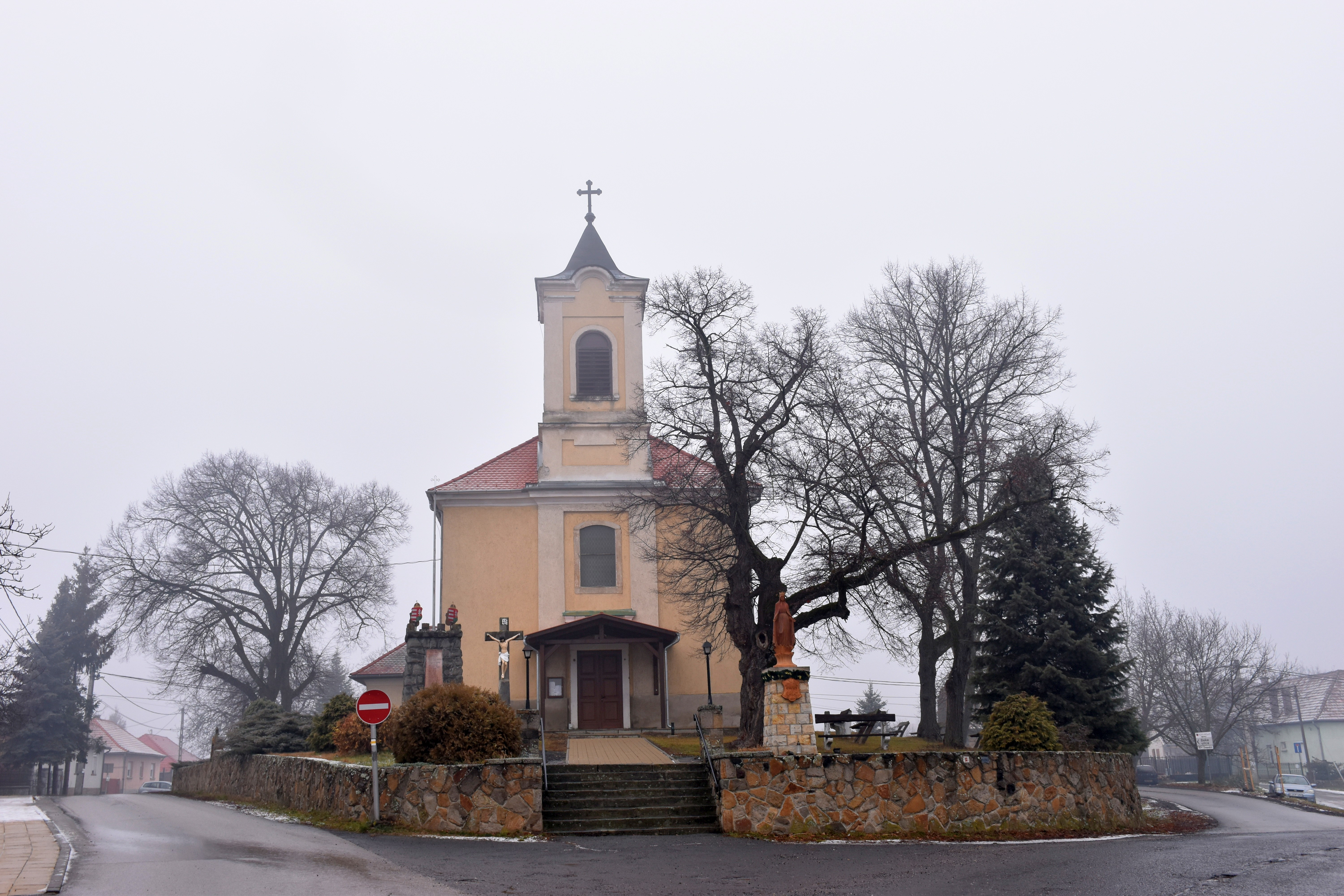
Kóspallag temploma

Maga Kóspallag a Börzsöny legfiatalabb települése. A 18. században, Mária Terézia uralkodása alatt telepítette be gróf Grassalkovich Antal. Lakóinak egy része tót, más része német telepes volt, jellemzően katolikus vallásúak. Templomát 1804-ben szentelték fel.
A település és környéke a 19. században és még a 20. század elején is híres dohánytermő vidék volt.
1910-ben 643 lakosából 373 magyar, 6 német, 264 szlovák volt. Ebből 631 római katolikus, 11 izraelita volt.
A 20. század elején Hont vármegye Szobi járásához tartozott.
Mai népessége 704 fő (2024. jan. 1.), de 1973-ban még 1370-en lakták.

## Közélete

### Polgármesterei
| Név              | Párt      | Terminus  | Megjegyzés / Források |
| ---------------- | --------- | --------- | --- |
| Csizmadia Vilmos | független | 1990–2010 | Az 1990-es polgármester-választásról, a Nemzeti Választási Iroda publikus nyilvántartása alapján csak annak végeredménye állapítható meg.                                          |
| Csizmadia Vilmos | független | 1990–2010 | Az 1994. december 11-én megtartott választáson egyedüli jelöltként indult, így a 318 érvényesen leadott szavazat 100 %-át szerezte meg. [Az érvénytelen szavazatok száma 21 volt.] |
| Csizmadia Vilmos | független | 1990–2010 | Az 1998. október 18-án megtartott választáson a 459 érvényesen leadott szavazatból, két jelölt közül 380 szavazatot szerzett meg, amivel 82,79 %-os eredményt ért el.              |
| Csizmadia Vilmos | független | 1990–2010 | A 2002. október 20-án megtartott választáson a 420 érvényesen leadott szavazatból, két jelölt közül 311 szavazatot szerzett meg, amivel 74,05 %-os eredményt ért el.               |
| Csizmadia Vilmos | független | 1990–2010 | A 2006. október 1-jén megtartott választáson a 387 érvényesen leadott szavazatból, két jelölt közül 199 szavazatot szerzett meg, amivel 51,42 %-os eredményt ért el.               |
| Kramár Mihály    | független | 2010–2011 | A 2010. október 3-án megtartott választáson a 414 érvényesen leadott szavazatból, négy jelölt közül 161 szavazatot szerzett meg, amivel 38,89 %-os eredményt ért el.               |
| Stefkó Imre      | független | 2011–2014 | A 2011. november 6-án megtartott időközi választáson a 324 érvényesen leadott szavazatból, négy jelölt közül 180 szavazatot szerzett meg, amivel 55,56 %-os eredményt ért el.      |
| Klein Tibor      | független | 2014–2019 | A 2014. október 12-én megtartott választáson a 438 érvényesen leadott szavazatból, három jelölt közül 221 szavazatot szerzett meg, amivel 50,46 %-os eredményt ért el.             |
| Klein Tibor      | független | 2014–2019 | A 2016. február 7-én megtartott időközi választáson a 421 érvényesen leadott szavazatból, három jelölt közül 242 szavazatot szerzett meg, amivel 57,48 %-os eredményt ért el.      |
| Plachi Attila    | független | 2019–     | A 2019. október 13-án megtartott választáson a 391 érvényesen leadott szavazatból, két jelölt közül 237 szavazatot szerzett meg, amivel 60,61 %-os eredményt ért el.               |
| Plachi Attila    | független | 2019–     | A 2024. június 9-én megtartott választáson a 417 érvényesen leadott szavazatból, három jelölt közül 336 szavazatot szerzett meg, amivel 80,58 %-os eredményt ért el.               |

A településen a rendszerváltás óta eltelt időszakban kétszer kellett eddig időközi polgármester-választást tartani: 2011. november 6-án az addigi polgármester lemondása miatt, 2016. február 7-én pedig azért, mert a képviselő-testület az előző év őszén feloszlatta magát.

## Népesség
A település népességének változása:
| Lakosok száma | 751  | 765  | 731  | 747  | 724  | 722  | 704  |
|               | 2013 | 2014 | 2018 | 2021 | 2022 | 2023 | 2024 |

A 2011-es népszámlálás során a lakosok 84,5%-a magyarnak, 0,4% németnek, 0,4% románnak, 7,7% szlováknak mondta magát (15,3% nem nyilatkozott; a kettős identitások miatt a végösszeg nagyobb lehet 100%-nál). A vallási megoszlás a következő volt: római katolikus 70,4%, református 2,9%, evangélikus 0,8%, görögkatolikus 1,6%, felekezeten kívüli 4,1% (19,9% nem nyilatkozott).
2022-ben a lakosság 89%-a vallotta magát magyarnak, 1,9% szlováknak, 0,8% németnek, 0,4% románnak, 0,1% horvátnak, 4,6% egyéb, nem hazai nemzetiségűnek (11% nem nyilatkozott; a kettős identitások miatt a végösszeg nagyobb lehet 100%-nál). Vallásuk szerint 44,8% volt római katolikus, 3,2% református, 1,1% görög katolikus, 0,6% evangélikus, 0,8% egyéb keresztény, 0,6% egyéb katolikus, 11% felekezeten kívüli (36,5% nem válaszolt).

## Közlekedés

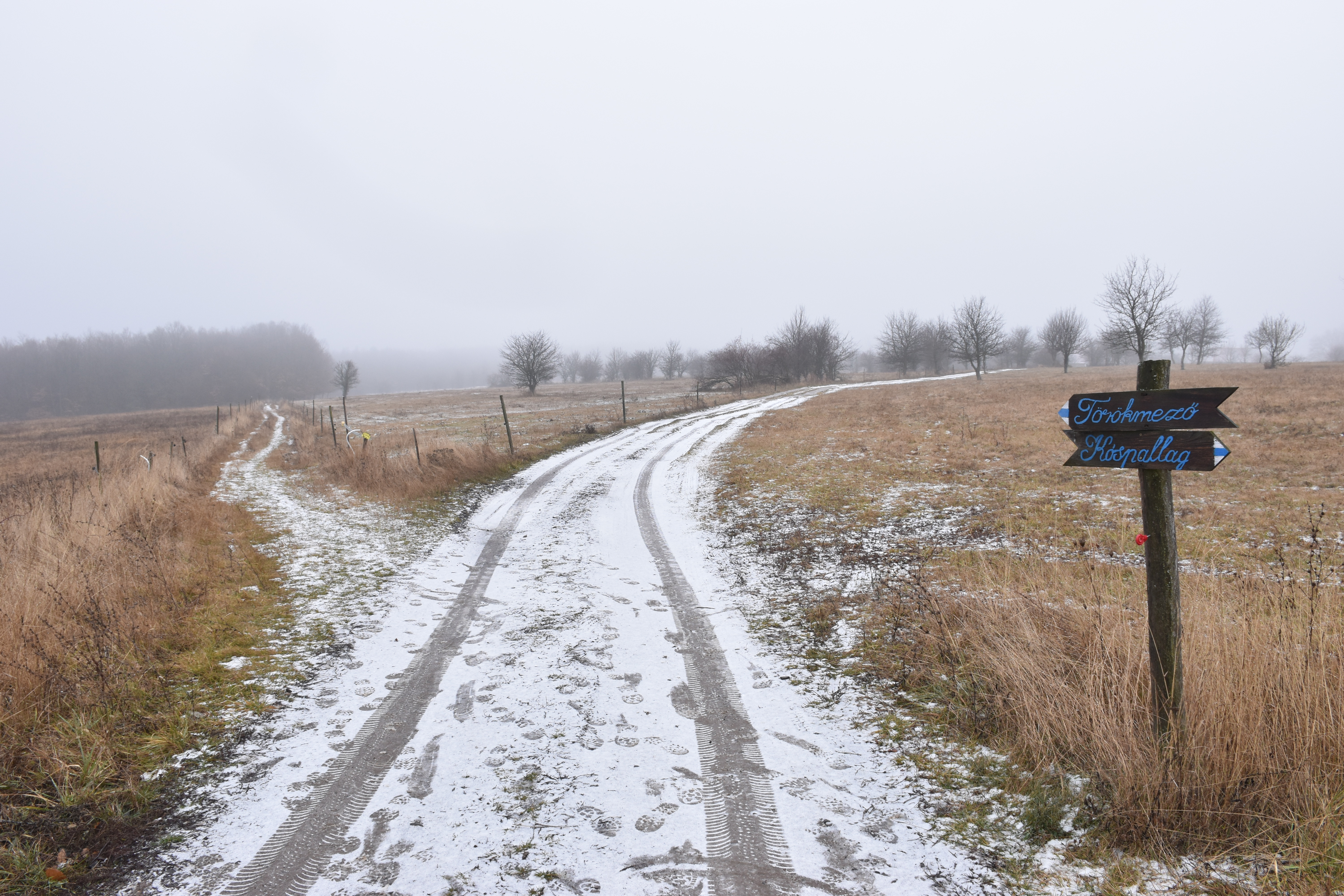
Az Országos Kéktúra Törökmező és Kóspallag között

Kóspallagra Nagymaros felől a 12-es főútból kiágazó 12 106-os úton, Szob irányából Márianosztrán át a 12 108-as úton juthatunk el. A településről autóbusszal szinte óránként elérhető Kismaros és rajta keresztül Vác, de csúcsidőben és ritkábban napközben Márianosztrán keresztül Szob felé is indulnak járatok.

## Turizmus

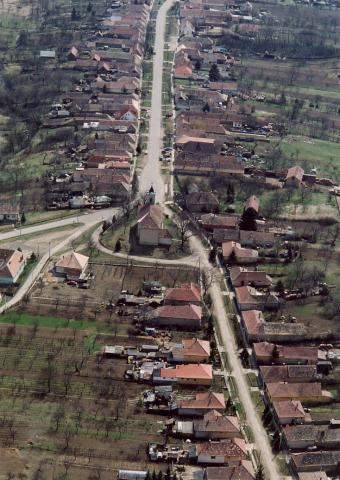
Kóspallag légifelvételen

A falu idegenforgalmi jelentőségét főként fekvésének köszönheti, mivel a Börzsöny számos túraútvonala és látnivalója elérhető innen. Másfél kilométerre található tőle a kisinóci turistaház. A Kismaros felé vezető út mentén található a horgásztó. Kóspallagon három vadásztársaság is működik.
A régi mesterségek közül csak a kosárfonást művelik.
Látnivalók a településen és közvetlen környékén:
- Műemlék jellegű templomának felújítása a közelmúltban fejeződött be.
- A falu déli részén található kőkereszt a napóleoni háborúk idejéből (1807–1809) származik. Itt volt korábban a márianosztrai kolostor hadikórházának temetője.
- A Vác felé vezető út mentén, a településtől 2–3 km-re találhatók a Biber-vár nevű egykori őrtorony maradványai.
- A Biber-várral szemben találhatók a középkori pálos kolostor romjai, amely egykor a márianosztrai kolostorhoz tartozott, de miután II. József feloszlatta a rendet, a falakat építőanyagnak elhordták.[6]